# Goffredo II di Provenza
Goffredo II (... – 1094 circa) fu conte di Forcalquier, prima, assieme al fratello, Guglielmo Bertrando II, e poi, assieme alla nipote, Adelaide, dal 1054 circa sino alla sua morte.

## Origine
Figlio secondogenito del conte di Provenza e conte di Forcalquier, Folco Bertrando I e della moglie, Ildegarda-Elisa, figlia del conte Guglielmo III di Tolosa.
Folco Bertrando I di Provenza era il figlio secondogenito del conte di Provenza, Guglielmo II e della moglie Gerberga di Borgogna (?-1026), figlia del conte e duca Ottone I Guglielmo di Borgogna, come testimonia il monaco cluniacense e cronista, Rodolfo il Glabro (958-1026) e di Ermentrude di Reims (950-?), Contessa di Mâcon e Besançon.

## Biografia
Goffredo, insieme al fratello Guglielmo Bertrando, vengono citati, senza essere nominati, nel documento n° 659 del Cartoulaire de l'abbaye de Saint-Victor de Marseille tome II, del 1144, inerente ad una donazione fatta in favore dell'abbazia di San Vittorio di Marsiglia da suo padre, Folco Bertrando I, che si proclama proprietario di Forqualquier. I Provenza di questa Linea, oltre a questa Contea, erano anche Conti di Gap ed Embrun, ma queste due contee, quando morì Guglielmo Bertrando II, e prima di passare a Goffredo (1054), furono temporaneamente separate da quella di Forcalquier e per un breve tratto andarono ai discendenti Barcellona di Toda, che era figlia di Guglielmo I il Liberatore, I Conte di Forcalquier, Gap ed Embrun. In breve, i discendenti di Guglielmo I il Liberatore, si divisero ad un certo punto i titoli. Quello di Forcalquier andò ai suoi discendenti in linea maschile (Guglielmo II, Folco Bertrando, Guglielmo Bertrando, Goffredo, Adelaide), e quelli di Gap ed Embrun andarono ai suoi discendenti in linea femminile (Toda, Enrique, Guglielmo, Roberto). In breve, il titolo di Embrun fu portato a partire dalla seconda metà dell'XI secolo, prima dal nipote di Toda, Guglielmo BArcellona (della Linea di Besalù) e poi da suo fooiglio Roberto d'Embrun, capostipite dei Paternò. Dopodiché, attraverso varie vicissitudini i titoli di Gap e Embrun ritornarono agli eredi di Adelaide (nipote di Goffredo), per poi passare temporaneamente in Casa Sabran, per poi ridividersi ulteriormente e ritornare uno (il titolo di Conte di Gap) agli eredi Barcellona di Adelaide, e l'altro (quello di Conte di Embrun), rimanere ai Sabran.
In chiusura del succitato documento n° 659, inoltre, Guglielmo Bertrando, insieme al fratello Goffredo, definendosi conti e marchesi di Provenza, dopo la morte del padre, confermano la donazione all'abbazia di San Vittorio di Marsiglia.
Secondo la Histoire Générale de Languedoc avec des Notes, Tome IV Guglielmo Bertrando ed il fratello Goffredo, dopo la morte del padre, governarono la contea tenendola indivisa.
Il 14 febbraio 1163, quindi postumo rispetto alla sua morte, compare citato, come conte di Provenza, ancora assieme al fratello Guglielmo Bertrando, nel documento n° 3387 del Recueil des Chartes de l'Abbaye de Cluny, tome IV inerente a una donazione fatta all'abbazia di Cluny.
Goffredo II, nel corso del 1065, secondo la Histoire Générale de Languedoc avec des Notes, Tome IV, insieme al fratello, Guglielmo Bertrando, fece una donazione al monastero di Montmajour, mentre, il 13 luglio, insieme alla moglie, risulta firmatario di un documento al foglio 28 del Cartulaire de Saint-André.
Non si conosce la data esatta della morte di Goffredo II, ma sempre secondo la Histoire Générale de Languedoc avec des Notes, Tome IV, morì verso la fine del secolo XI. Dopo la sua morte la nipote, Adelaide, che, nel governo della contea, era subentrata al padre, Guglielmo Bertrando, divenne unica contessa di Forcalquier.

## Matrimoni e discendenza
Goffredo II aveva sposato, prima del 13 luglio 1065, una donna, di cui però non si conoscono gli ascendenti, di nome Ermengarda, come risulta dal foglio 28 del Cartulaire de Saint-André.
Goffredo da Ermengarda, che risultava ancora in vita, nell'aprile del 1177 (come risulta dal documento n° 88 del Cartoulaire de l'abbaye de Saint-Victor de Marseille tome I, non ebbe figli;

### Fonti primarie
- (LA)  Cartoulaire de Marseille Saint-Victor Tome II.
- (LA)  Cartoulaire de Marseille Saint-Victor Tome I.
- (LA)  Recueil des Chartes de l'Abbaye de Cluny, tome IV.
- (LA)  Recueil des Chartes de l'Abbaye de Cluny, tome III.
- (LA)  Rodulfi Glabri Historiarum Libri Quinque.
- (LA)  Cartulaire de Saint-André.

### Letteratura storiografica
- Louis Halphen, La Francia nell'XI secolo, in «Storia del mondo medievale», vol. II, 1999, pp. 770–806
- Louis Halphen, Il regno di Borgogna, in «Storia del mondo medievale», vol. II, 1999, pp. 807–821
- Paul Fournier, Il regno di Borgogna o d'Arles dall'XI al XV secolo, in «Storia del mondo medievale», vol. VII, 1999, pp. 383–410
- (FR)  Histoire Générale de Languedoc avec des Notes, Tome IV.